# Lygodium japonicum
Espèce
Lygodium japonicum est une espèce de fougère de la famille des Lygodiaceae connue sous le nom de vine-like fern et Japanese climbing fern. Elle est originaire d’Asie de l’Est, notamment de Taïwan, du Japon, de la Corée, de l’Asie du Sud-Est, de l’Inde et de l’est de l’Australie. Cette fougère est présente dans le sud-est des États-Unis et à Porto Rico en tant qu’espèce introduite envahissante.

## Description
Cette fougère produit une tige rampante à partir de laquelle poussent de très longues feuilles, la plus longue dépassant 30 m. Les feuilles ont des rachis, qui ressemblent à des vignes et peuvent grimper sur d’autres végétaux. Ce qui semble être des feuilles individuelles poussant à partir du rachis volubile sont en fait des folioles, qui sont de plus petits segments de la feuille principale. Il existe deux types de folioles, stériles et fertiles. La fronde stérile a des segments en forme de lance. La fronde fertile a des segments plus finement divisés et frangés,. La plante se reproduit par des spores et se propage par reproduction végétative par des rhizome souterrains.

## Culture
Espèce introduite en Amérique du Nord, la fougère grimpante japonaise a été signalée pour la première fois comme étant établie en Géorgie en 1903 Dans le sud-est des États-Unis, cette plante est maintenant considérée comme une mauvaise herbe envahissante d’importance économique et écologique.
Lygodium japonicum se développe dans un habitat humide et marécageux, en particulier dans les zones perturbées. La présence d’espèces telles que la fausse ortie à petit épi (Boehmeria cylindrica), la fougère royale (Osmunda regalis), la fougère de résurrection (Pleopeltis polypodioides ssp. polypodioides), et la fougère midsorus dentée (Telmatoblechnum serrulatum) indique la présence probable de cette espèce,. Pendant les brûlages contrôlés des zones boisées, cette fougère peut agir comme une échelle, ce qui permettrait aux flammes de grimper dans la canopée et de détruire les arbres. Après les feux, la fougère peut rapidement repousser, elle ne peut donc pas être contrôlée de cette manière.

## Taxonomie
L’épithète spécifique japonicum, fait référence au terme latin pour être du Japon.
Il a été publié pour la première fois et décrit sous le nom d’Ophioglossaceae Ophioglossum japonicum Thunb. par Carl Peter Thunberg dans Syst. Veg. édition 14 à la page 926 en 1784, avant que Olof Swartz ne le reclasse comme Lygodium japonicum dans J. Bot. (édité par Schrader) à la page 106 en 1802,

## Caractère envahissant
En Europe, Lygodium japonicum est inscrit depuis 2019 sur la liste des espèces exotiques envahissantes préoccupantes de l’Union (la liste de l’Union). Cela signifie que cette espèce ne peut pas être importée, cultivée, transportée, commercialisée, plantée ou disséminée intentionnellement dans l’environnement dans l’ensemble de l’Union européenne.

## Systématique
Le nom correct complet (avec auteur) de ce taxon est Lygodium japonicum (Thunb.) Sw..
L'espèce a été initialement classée dans le genre Ophioglossum sous le basionyme Ophioglossum japonicum Thunb..
Ce taxon porte en français le nom vernaculaire ou normalisé suivant : fougère grimpante du Japon,.
Lygodium japonicum a pour synonymes :
- Adiantum scandens Lour.
- Davallia scandens (Lour.) Sw.
- Hydroglossum dissectum (Desv.) Steud.
- Hydroglossum japonicum (Thunb.) Willd.
- Hydroglossum microstachyum (Desv.) Steud.
- Lygodium chaerophylloides Desv.
- Lygodium chochinchinense Desv.
- Lygodium cochinchinense (Poir.) Desv.
- Lygodium dissectum Desv.
- Lygodium finlaysonianum Wall.
- Lygodium hazaricum F.Haq
- Lygodium japonicum f. elongata Alderw.
- Lygodium japonicum subsp. elongata Alderw.
- Lygodium japonicum subsp. microstachyum (Desv.) C.Chr. & Tardieu
- Lygodium japonicum var. microstachyum (Desv.) C.Chr. & Tardieu
- Lygodium mearnsii Copel.
- Lygodium microphyllum Link
- Lygodium microstachyum subsp. glabrescens Nakai
- Lygodium microstachyum var. glabrescens Nakai
- Lygodium microstachyum Desv.
- Lygodium pubescens Kaulf.
- Lygodium tenue Blume
- Ophioglossum japonicum Thunb.